# Sebastian Escherich
Sebastian Escherich (* 31. Januar 1986 in Hutthurm) ist ein deutscher Fußballspieler. Der Abwehrspieler spielte bis 2016 für den SV Schalding-Heining.

## Karriere
Escherich spielte  in seiner Jugend für den 1. FC Büchlberg und für den TSV 1860 München. 2002 hatte er zwei Einsätze in der U-16-Nationalmannschafts des DFB. 2005 wechselte er zum Wacker Burghausen. Dort wurde er in der zweiten Mannschaft eingesetzt. Nach einem Jahr ging er in die Regionalliga Süd zum SSV Jahn Regensburg. Dieser konnte sich 2008 für die neugegründete Dritte Liga qualifizieren. In der Saison 2008/09 hatte Escherich 2 Drittligaeinsätze. Am Ende der Saison wechselte er in die Bayernliga zum SV Schalding-Heining. Im Oktober 2010 verließ er den  SV Schalding. Von Januar 2011 bis Juni 2013 spielte er wieder bei seinem alten Verein 1. FC Büchlberg, bevor er erneut zum Regionalligisten Schalding-Heining wechselte. Zur Saison 2016/17 legt Escherich eine berufsbedingte Pause ein die er bis dato nicht beendet hat.